# لایانگ لایانگ آئرواسپیس
لایانگ لایانگ آئرواسپیس (به انگلیسی: Layang Layang Aerospace) یک شرکت هواپیمایی است که در ۱۹۹۵ میلادی تأسیس شده‌است. دفتر مرکزی لایانگ لایانگ آئرواسپیس در کوتا کینابالو، مالزی واقع شده‌است و قطب این شرکت هواپیمایی در فرودگاه بین‌المللی کوتا کینابالو قرار دارد.